# Advance Wars
Advance Wars é um jogo eletrônico de estratégia militar por turnos, desenvolvido para o Game Boy Advance pela Intelligent Systems e publicado pela Nintendo em 2001. Ele iria estrear no dia 9 de setembro de 2001, mas só saiu nos Estados Unidos no dia 25 de novembro de 2005, devido aos ataques terroristas de 11 de setembro.
Advance Wars é o primeiro jogo da série Advance Wars seguido por Advance Wars 2: Black Hole Rising, Advance Wars: Dual Strike e Advance Wars: Days of Ruin. Esses jogos são subséries da Nintendo Wars.

## História
O jogo começa com a nação de Orange Star em guerra com o país vizinho Blue Moon. Como um tático conselheiro de Orange Star, o jogador guia os conflitos com os outros três países do jogo, tendo batalhas em todos eles. Com o decorrer da batalha, os diálogos levam a crer que ninguém começou essa guerra, já que todos os COs falam em estar apenas respondendo a ataques. No final, é revelado que o verdadeiro inimigo de todos é a nação de Black Hole, liderada por Sturm. Usando um clone de Andy, Sturm fez com que as quatro nações entrassem em conflito para enfraquecê-las e, posteriormente, conquistá-las. Uma vez que o inimigo em comum é descoberto, todos se unem para expulsar sua armada da Terra.

## Jogabilidade
O objetivo de cada batalha é destruir o exército inimigo. Para isso ocorrer, são possíveis duas formas: destruir todas as unidades dele ou conquistar seu quartel-general. Porém, algumas batalhas possuem objetivos específicos. Os modos de jogo disponível são: "Campanha" (que contém o eixo principal da história), "War Room" (onde é possível jogar em busca de recordes) e um modo multiplayer. Além disso, é possível desenhar mapas.

### Terrenos
No jogo, existem diversos tipos de terrenos que interferem nas batalhas. As florestas, montanhas e prédios dão defesa a cada unidade que se abrigar nestes terrenos. Existe uma quantidade de pontos de defesa de cada terreno, desde riachos e estradas sem bônus até quartel-general e montanhas com bônus 4.

## Recepção
De acordo com Julian Gollop, desenvolvedor da série X-COM e Rebelstar: Tactical Comand, Advance Wars, além de ser influente, abriu o mercado para jogos similares nos portáteis. Foi considerado o 26º melhor jogo para o sistema Nintendo na lista da Nintendo Power de Top 200 jogos. A IGN deu ao jogo 9.9/10, a maior nota já dada pelo site para um jogo de Game Boy Advance; e o colocou na quarta posição da sua lista de Top 25 jogos de GBA de todos os tempos, enquanto que a Gamespot deu 9.1/10. Tem uma média de 92/100 no Metacritic, baseado em 28 análises.